# Spoorlijn Rožňava – Dobšiná
De spoorlijn Rožňava - Dobšiná (lijn 167) (op de regionale kaart aangeduid onder het nummer 31) is een enkelsporige lijn in Slowakije die de steden Rožňava en Dobšiná met elkaar verbindt. Ze heeft een lengte van 26 kilometer en de maximaal toegelaten snelheid bedraagt 60 km/h.

## Geschiedenis

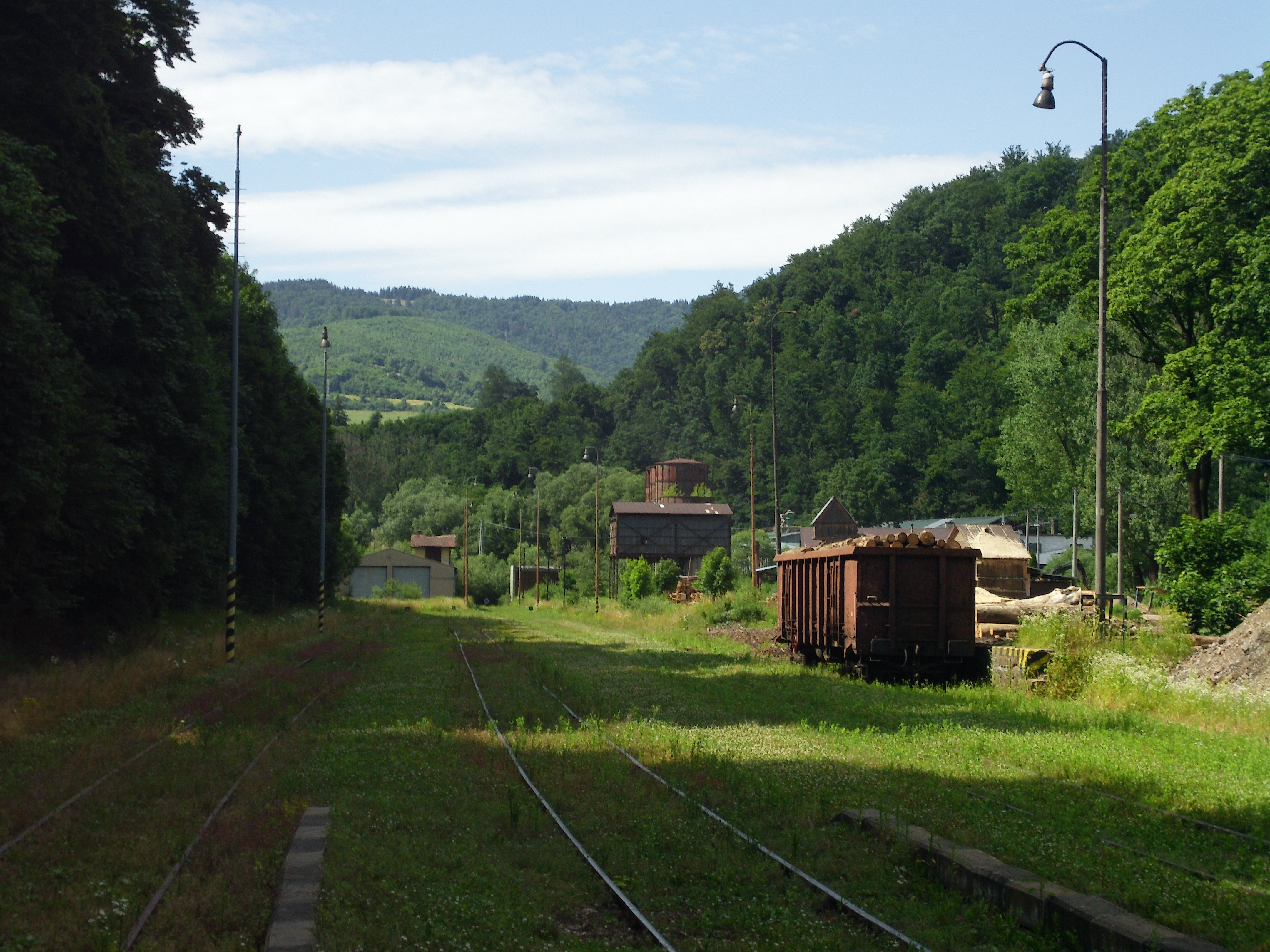
Dobšiná: eindpunt van de lijn.

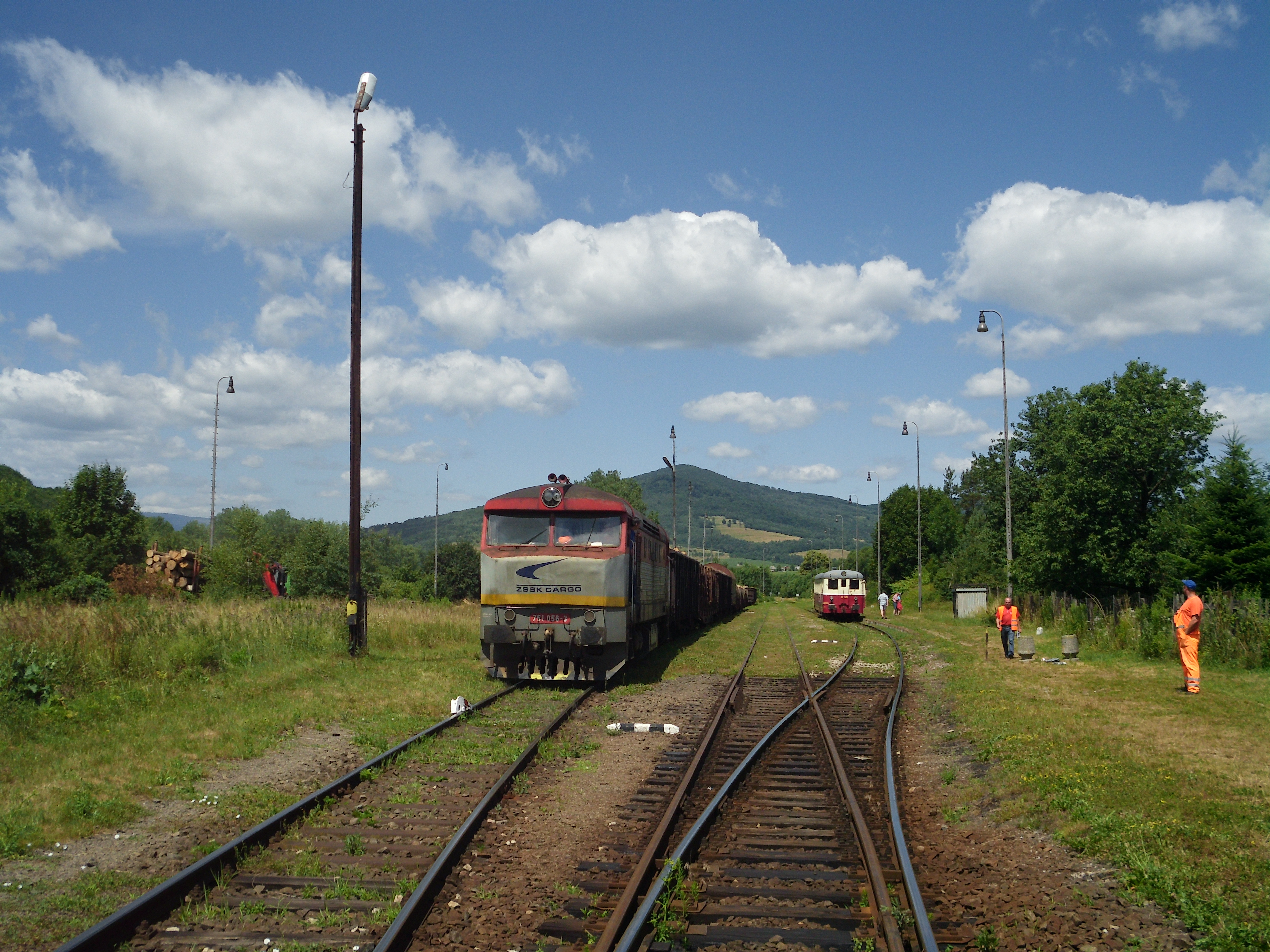
Kruising van een goederentrein en een toeristische trein in station Betliar (anno 2015).

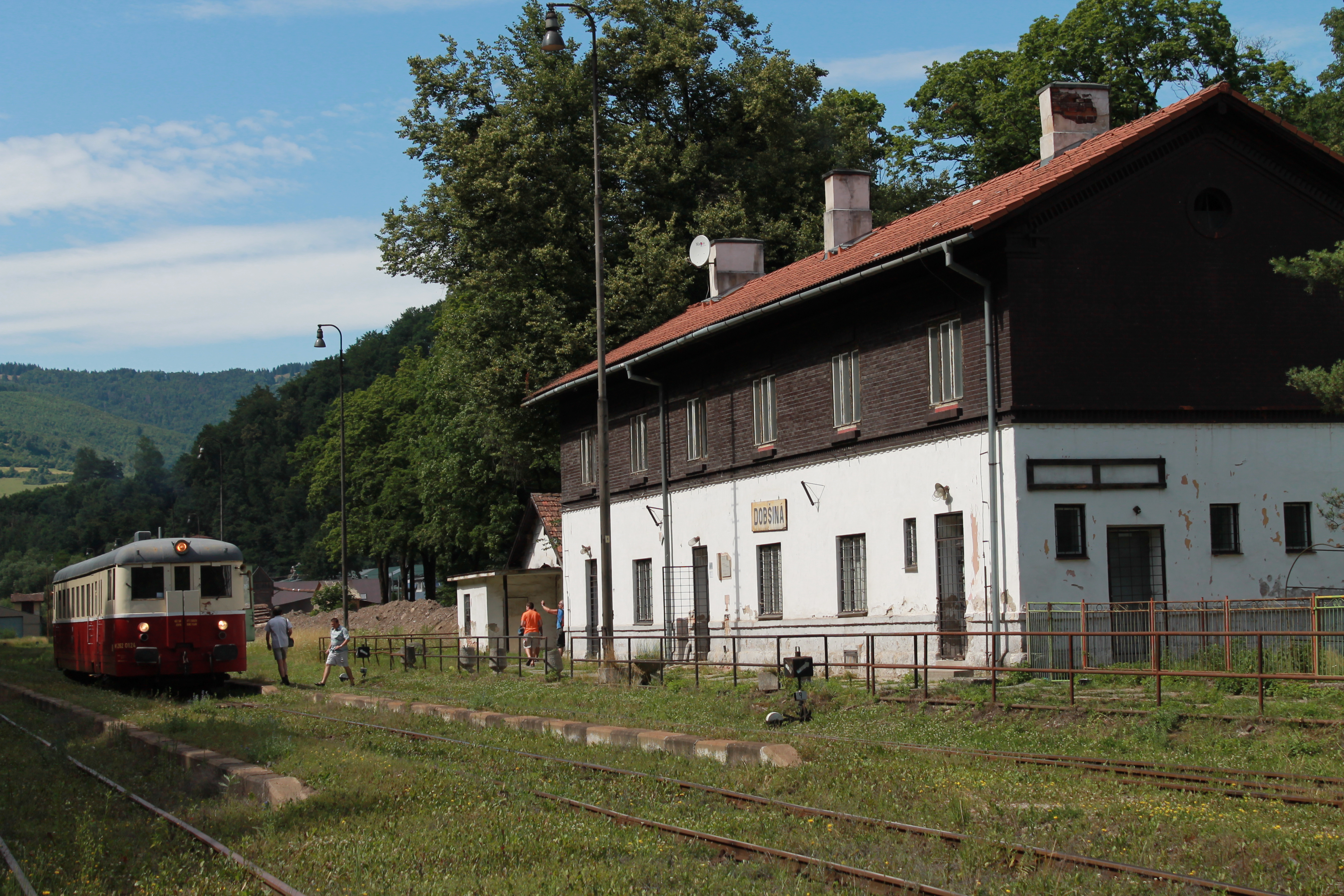
Station Dobšiná.

Spoorlijn 167 van Rožňava naar Dobšiná werd in gebruik genomen op 20 juli 1874. Het meer zuidelijk gelegen traject van Lenartovce (Hongaarse grens) naar Rožňava was zeven weken eerder gereed: op 1 juni 1874.
Tijdens de aanleg van de spoorweg doorheen het Sajó-bekken in de tweede helft van de 19e eeuw, werd reeds overwogen om de lijn van Rožňava naar Dobšiná (lijn 167) te verlengen en aan te sluiten op de 11 kilometer meer noordelijk gelegen spoorlijn naar Bohumín (Tsjechië) en Košice. Deze verbinding werd echter niet gerealiseerd.
Nadat in 1938 de zuidelijke regio's van Slowakije ingevolge de eerste Scheidsrechterlijke Uitspraak van Wenen aan Hongarije waren toegewezen, kwamen belangrijke zuidelijke spoorlijnen geheel of gedeeltelijk onder Hongaars bestuur.
Zo lag de grens Hongarije/Slowakije tijdens de Tweede Wereldoorlog op lijn 167 tussen de stations Nadabula en Betliar. De Slowaakse reizigerstreinen (op het noordelijk deel van de lijn) waren om die reden beperkt tot het traject Dobšiná-Betliar. Voor reizigers komende uit Dobšiná was de aansluiting in Rožňava naar de rest van het Slowaakse net onmogelijk geworden.
Nog andere Slowaakse spoorlijnen waren door de grensverlegging geïsoleerd.
Bijgevolg ontstond de noodzaak om bestaande lijnen meer noordelijk onderling met elkaar te verbinden om zodoende nieuwe reiswegen te creëren op Slowaaks grondgebied. 
Dit plan kreeg de naam: Gemerské spojky. Vier bijkomende secties werd uitgestippeld, maar door de vernieuwde toepassing van de oorspronkelijke grenzen bij het einde van de Tweede Wereldoorlog, verdween de noodzaak voor verdere uitbreiding. De lijn die via een paar lustunnels de Dobšinský-heuvel moest oversteken, en die Dobšiná (via het dorp Mlynky), 13 kilometer meer noordelijk, moest verbinden met de belangrijke centrale dwarslijn, werd niet gerealiseerd.
Het passagiersvervoer tussen station Rožňava en Dobšiná op lijn 167 werd op 2 februari 2003 opgeschort.

## Stations en stopplaatsen
- Station Rožňava. Verbinding naar spoorlijn 160 (Zvolen - Košice).
Spoorwegpersoneel aanwezig. Seinpost en verkeersleiding.
- Rožňava predmestie[vertaling 1]
- Rožňava mesto[vertaling 2]
- Nadabula
- Betliar
- Gemerská Poloma
- Henckovce
- Nižná Slaná obec[vertaling 3]
- Nižná Slaná
- Gočovo
- Vlachovo obec[vertaling 4]
- Vlachovo
- Dobšiná